# Paradicranophorus sordidus
Paradicranophorus sordidus är en hjuldjursart som beskrevs av Donner 1968. Paradicranophorus sordidus ingår i släktet Paradicranophorus och familjen Dicranophoridae. Inga underarter finns listade i Catalogue of Life.